# Batrachostomus chaseni
Batrachostomus chaseni  (лат.) — вид птиц из семейства лягушкоротов. Иногда его считают конспецифичным с яванским и малайским лягушкоротом. Подвидов не выделяют.

## Таксономия

### Этимология названия
Видовое название дано в честь Фредерика Наттера Чейзена, британского орнитолога, работавшего в Сингапуре.

## Распространение
Обитают на острове Палаван и некоторых других островах на Филиппинах. Живут в субтропических и тропических равнинных лесах.

## Описание
Сравнительно небольшие птицы. Общая длина тела 21-22 см. Радужные оболочки светло-желтые. Различия между самцами и самками плохо изучены. Отличия в окраске могут объясняться существованием разных морф от рыжих до серовато-рыжих.